# Antoine Coypel

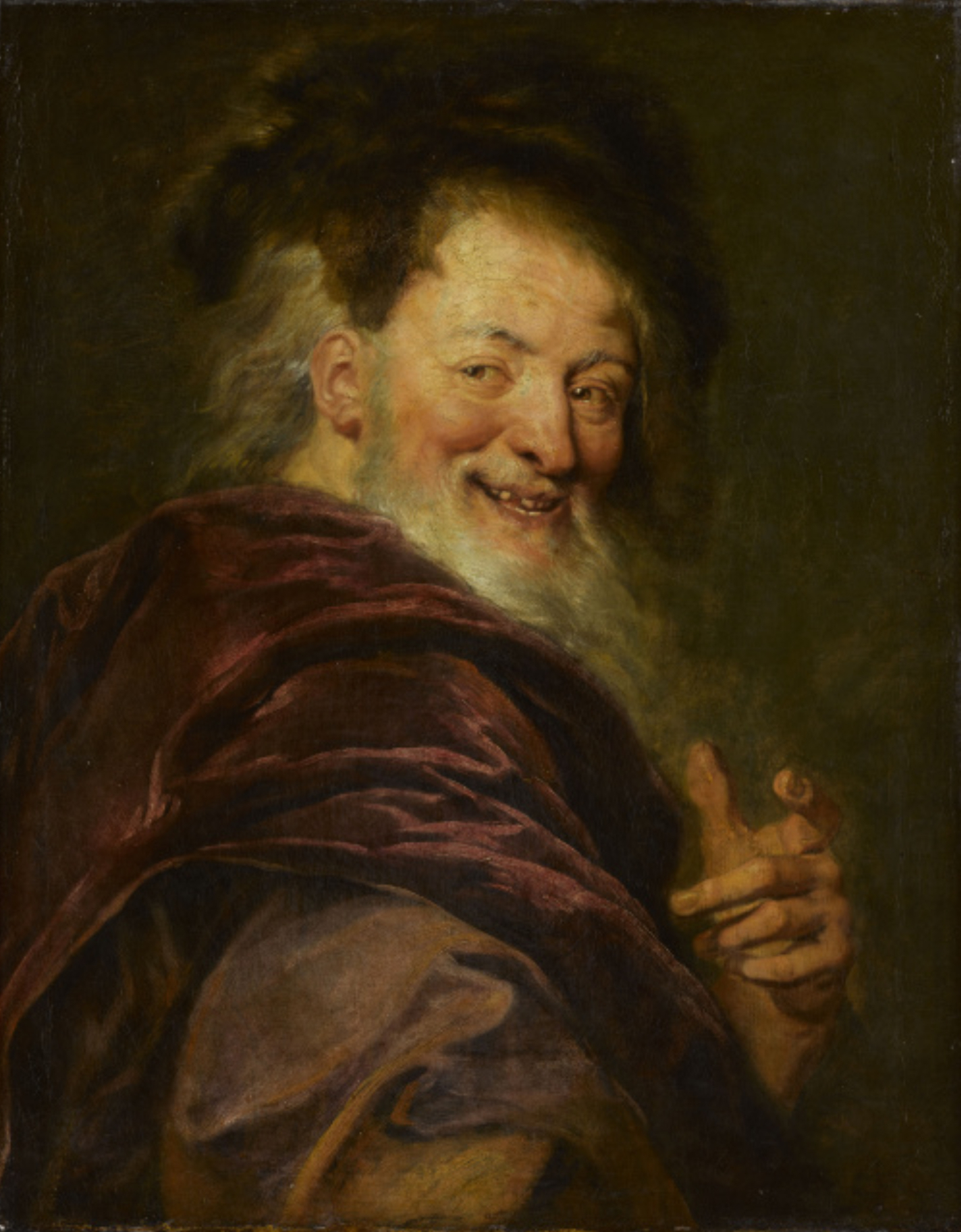
Antoine Coypel: Portret imaginacyjny Demokryta, 1692

Antoine Coypel (ur. 11 kwietnia 1661 w Paryżu, zm. 7 stycznia 1722 tamże) – francuski malarz nadworny.

## Życiorys
Coypel był starszym synem malarza Noëla Coypela i malarki portretowej Madeleine Hérault oraz bratem malarza Noëla-Nicolasa Coypela. Początkowo uczył się malarstwa pod kierunkiem ojca, potem w pracowni Charles'a Le Bruna w „College d'Harcourt“.
W wieku jedenastu lat wyjechał z ojcem do Rzymu, gdzie ojciec objął zarząd „Académie de France“. Młody Antoine Coypel kopiował w zbiorach watykańskich obrazy Rafaela, w pałacach rodu Farnese obrazy Annibale'a Carracciego, Domenichina i innych. Spotkał tam architekta Giana Lorenza Berniniego.
W Akademii św. Łukasza wystawiał własne obrazy i otrzymał za nie nagrodę.
Po czteroletnim pobycie w Rzymie powrócił w 1676 do Paryża i rozpoczął naukę w Académie royale de peinture et de sculpture (Królewskiej Akademii Malarstwa i Rzeźby). Po ukończeniu nauki został powołany na wykładowcę, a w roku 1714 na dyrektora macierzystej uczelni.
Dla księżny Anny de Montpensier wykonał malarstwo ścienne pawilonu w zamku Choisy.
Malował na zlecenie Filipa I Burbona-Orleańskiego i jego syna, późniejszego Filipa II Burbona-Orleańskiego. Korzystał z poparcia ministra finansów Jeana-Baptiste'a Colberta. 
W roku 1699 doszło do sporu ojca i syna Coypelów z architektem Jules'em Hardouinem-Mansartem, lecz po jego śmierci 1708 powrócił do łask królewskich, a w roku 1710 został nawet dyrektorem królewskiej galerii malarstwa. Po śmierci Ludwika XIV 1715 został mianowany „pierwszym malarzem królewskim” a w roku 1717 podniesiony do stanu szlacheckiego. 
Z małżeństwa z Marie-Jeanne Bideau 1688 miał dwóch synów: Philippe'a Coypela i Charles'a-Antoine'a Coypela.